# Graauwedijk
De Graauwedijk (ook Grauwedijk, Gronings: Graauwdiek) was een veendijk en een buurtschap aan de noordgrens van Duurswold in de Nederlandse provincie Groningen. Het tracé van Overschild tot aan Schaaphok is nog grotendeels voorhanden.

## Geschiedenis
De Graauwedijk werd vermoedelijk in de 13e eeuw aangelegd door de ingelanden van het Woldzijlvest ter bescherming van het laaggelegen land van de streek Duurswold. Duurswold was in de eeuwen ervoor steeds verder ingeklonken en was daardoor lager komen te liggen als de omringende kwelders, de rivier de Fivel en een mogelijke aftakking van de Slochter Ae, die daardoor een constante bedreiging vormden voor het gebied. Een vergelijkbare functie hadden de Wolddijk, de Borgwal en de Weereweg (langs de Borgsloot) bij Tjuchem. Mogelijk hebben ook de lekenbroeders van het nonnenklooster Mariagenade te Schildwolde meegewerkt aan de aanleg van de dijk. Aan de Graauwedijk lag een kloostervoorwerk, dat in de 15e eeuw bekend stond als het Witte Munckhuijs ('Klein Transvaal', Graauwedijk 14).
De Graauwedijk wordt voor het eerst genoemd in 1450 als Grauwen Diick, maar al rond 1400 was er sprake van landerijen binnen en butha dijcka. Het onderhoud stond onder toezicht van het Woldzijlvest.
De Graauwedijk liep vanaf de oostzijde van Overschild (Oude Graauwedijk) via De Hammen en Luddeweer tot aan Schaaphok en vormde de scheiding tussen het wierdengebied aan westzijde en het veengebied Duurswold aan de andere zijde. Hij sloot aan op de Ritzerdijk bij Slochteren en de Eekwerdermeedenlaan bij Garreweer (in 1816 waterkering en hooijlaan genoemd). Oorspronkelijk zette hij zich vermoedelijk voort in de vorm van een binnendijk bij Appingedam die Warrent werd genoemd, vervolgens als een dijkje ten zuiden van het Woldmeer en een kade langs de Dijksloot bij Opwierde, die op zijn beurt weer aansloot bij de Borgwal.
Waterstaatkundig vormde de dijk de scheiding tussen de zijleden Loppersumer kleineed (Merumer Klein eed; kerspel Loppersum), Hoeksmeerster eed (kerspel Loppersum), Enzelenser eed (kerspel Loppersum), Bovendijkster eed (kerspel Loppersum), Warnster eed (Wirdumer Klein eed; kerspel Tjamsweer) en Garreweerster eed (kerspel Tjamsweer) aan noordzijde, en de Eekwerder kleineed (kerspel Hellum) en de Ickingebuur of Slochter klauw aan de zuidzijde (zie ook Generale Zijlvest der Drie Delfzijlen). Ickingeburen is een verdwenen gehucht bij de Graauwedijk.
De kern van de dijk bestond voornamelijk uit 'rillen'; tot dan toe niet afgegraven stukken veen die overbleven bij de vervening van het gebied. In de daaropvolgende eeuwen werd de dijk opgehoogd met klei en zand. Aan zuidzijde van de dijk ontstond strookverkaveling (opstrekkende verkaveling) en aan noordzijde blokverkaveling.
Het dijktracé vanaf huidige Graauwedijk bij De Hammen via Luddeweer tot Schaaphok werd daarentegen aangelegd als een rivierdijk of kadeop de oevers van de voormalige Slochter Ae. Deze rivierdijk zette zich voort in de richtig van Woltersum in de vorm van de Slochterweg, die nog altijd als een onverharde laan in de richting van het Eemskanaal aanwezig is. Dit laatste tracé werd in 1470 de Woltersummer meene weg ofte Waterkaijnge oftewel de Woltersummer dijck genoemd; kaijnge betekent 'kade' of 'kaai'. Deze dijk wordt in andere handschriften ook wel aangeduid als de Waterhaijnge, een woord afgeleid van het werkwoord heinen, dat  'omheinen, afsluiten' betekent (in dit geval de afsluiting van een waterloop).
Het onderhoud van de Graauwedijk stond vanouds onder toezicht van het Woldzijlvest, dat onder leiding stond van de proost van het nonnenklooster Mariagenade te Schildwolde. De bermsloot van het oostelijke deel van de Graauwedijk tot aan de Wirdumermeedenweg was nog in de 19e eeuw eigendom van dit zijlvest. De dijk zelf was inmiddels grotendeels in handen geraakt van een particulier en van de gemeenten Ten Boer, Slochteren, Loppersum en Appingedam.

## Restanten
Ten westen van Overschild ligt de huidige weg met de naam Graauwedijk nog op het oude tracé van de dijk; ten oosten van het dorp geldt dit alleen voor de Oude Graauwedijk.  Ook de oprijlaan van de boerderij 'Hooghammen' ligt op de dijk. Het rechte tracé van De Hammen tot Luddeweer is mogelijk omstreeks 1470 aangelegd aan de overzijde van de Slochter Ae, nadat de Woltersumer Ae was gegraven. Vanaf Luddeweer volgt de huidige Slochtermeenteweg (vroeger Luddeweersterweg genoemd) ophieuw het oude tracé. Het laatste stuk bij Schaaphok is vrijwel ongeschonden bewaard gebleven; het is toegankelijk via een met schelpen verhard fietspad vanaf de Slochtermeenteweg. De kaarsrechte verbinding tussen beide laatste delen is nieuw aangelegd.
Het doodlopende wegtracé van de huidige Graauwedijk in de richting van het Schildwolde is een restant van de Oudeweg of Oude Slochterweg, die de verbinding tussen Woltersum en de Woldstreek vormde. Hij ging met een til over het Schildmaar, die Slochterschiltdamme werd genoemd. Weg en til waren eigendom van het kerspel Slochteren, maar werden in 1512 voornamelijk door de inwoners van Wittewierum gebruikt. In 1512 werd daarom bepaald dat het klooster Wittewierum zo'n dertig roeden (150 tot 200 m) van de Slochtermeenteweg ten zuiden van de til zou onderhouden.

## Buurtschap Graauwedijk
In de 16e of 17e eeuw werd Graauwedijk de benaming voor een buurtschap ten noordwesten van het Schildmeer, die later uitgroeide tot het dorp Overschild. De huizen lagen verspreid over de kerspelen Woltersum, Wittewierum en Schildwolde. De weg door Overschild heet tegenwoordig Graauwedijk.